# Carlo Salvioni
Carlo Salvioni (* 3. März 1858 in Bellinzona; † 20. Oktober 1920 in Mailand) war ein Schweizer Romanist, Hochschullehrer und Dialektologe.

## Leben
Salvioni besuchte das Gymnasium in Lugano. Er begann in Basel ein Medizinstudium, fühlte sich dann aber als Hörer von Jules Cornu durch die Philologie und Dialektologie angezogen und ging nach Leipzig zu den  Junggrammatikern um Karl Brugmann. Dort promovierte er 1884 mit Fonetica del dialetto moderno della città di Milano (Rom 1884, Sala Bolognese 1979), der ersten Untersuchung eines Grossstadtdialekts überhaupt. Salvioni war von 1885 bis 1889 als Privatdozent in Turin, von 1889 bis 1890 Lehrbeauftragter in Mailand, von 1890 bis 1902 als Professor für Vergleichende Sprachgeschichte der klassischen und neulateinischen Sprachen an der Universität Pavia und ab 1902 als Nachfolger von Graziadio Ascoli Professor für Sprachwissenschaft an der Accademia scientifico-letteraria in Mailand. Ab 1901 leitete er die von Ascoli gegründete Zeitschrift Archivio glottologico italiano. 1907 rief er das grosse Unternehmen des Vocabolario dei dialetti della Svizzera italiana, ein Vokabular der Tessiner und Südbündner Dialekte, ins Leben (bis anhin zehn abgeschlossene Bände; der elfte erscheint in Lieferungen; Stand 2024).

## Werke (Auswahl)
- Carlo Salvioni: Gli scritti linguistici. Hrsg. von Michele Loporcaro, Romano Broggini, Lorenza Pescia und Paola Vecchio. 5 Bände. Bellinzona 2008.